# The Rolling Stones No. 2
Pour les articles homonymes, voir Rolling, Rolling Stones (homonymie) et Stones (homonymie).
Albums de The Rolling Stones
The Rolling Stones
(1964) Out of Our Heads
(1965)
Albums nord-américains des Rolling Stones
12 X 5
(1964) Out of Our Heads
(1965)
Singles
1. Little Red Rooster/Off the Hook
Sortie : 13 novembre 1964

The Rolling Stones No. 2 est le second album britannique des Rolling Stones. 
Édité en 33 tours début 1965, ce disque contient de nombreuses reprises de standards du rock 'n' roll et du rhythm and blues, ainsi que trois chansons signées Mick Jagger et Keith Richards.
Aux États-Unis, la plupart des autres chansons se retrouveront sur la version américaine renommée The Rolling Stones, Now! étant donné qu'il s'agit du troisième album du groupe là-bas. En effet, un autre album, 12 X 5, était sorti là-bas vers l'automne dernier, où l'on  retrouve le EP britannique Five by Five et des chansons qui paraîtront quelques mois plus tard sur le second album en Angleterre.
En France il est tout d'abord édité sous le nom The Rolling Stones No 3. En effet, un autre album intitulé Around and Around étant sorti un peu plus tôt dans ce pays, il comportait des chansons de singles et des deux EP.

## Historique
Le 1er juin 1964, les Rolling Stones quittent Londres pour commencer leur première tournée américaine. Après un passage au Hollywood Palace TV Show présenté par Dean Martin le 3 juin, la tournée organisée par Eric Easton (l'associé du producteur et manager du groupe Andrew Loog Oldham) commence deux jours plus tard à San Bernardino en Californie et se termine quinze jours après avec deux concerts au Carnegie Hall de New York. Ce sera un demi succès pour le groupe car si le public des côtes est et ouest ont répondu à l'appel, le concert à San Antonio au Texas est un échec, où les spectateurs qui préfèrent les groupes locaux ont hué sur le groupe.
Quelques mois plus tard, le groupe retourne aux États-Unis pour une deuxième tournée de onze concerts dans onze villes dont Chicago et Sacramento entre le 24 octobre et le 15 novembre. Selon le batteur Charlie Watts : "l'Amérique, ce n'était qu'une plaisanterie quand nous sommes arrivés, mais quand nous en sommes repartis, nous avions un public et lorsque nous sommes revenus, nous avions un hit [la reprise It's All Over Now qui est no 1 au Royaume-Uni à sa sortie en juin 1964]. Ce fut difficile, mais à chaque fois le public augmentait". Le groupe fait également un passage le 28 et 29 octobre à Santa Monica en Californie dans le cadre du TAMI Show qui sort en vidéo en décembre. C'est durant ce concert que le groupe sympathise avec l'arrangeur de Phil Spector, Jack Nitzsche. Par la suite, ce dernier jouera sur de nombreux enregistrements studios du groupe.
Avec ces deux tournées, les Rolling Stones font partie des artistes représentatifs de la British Invasion.

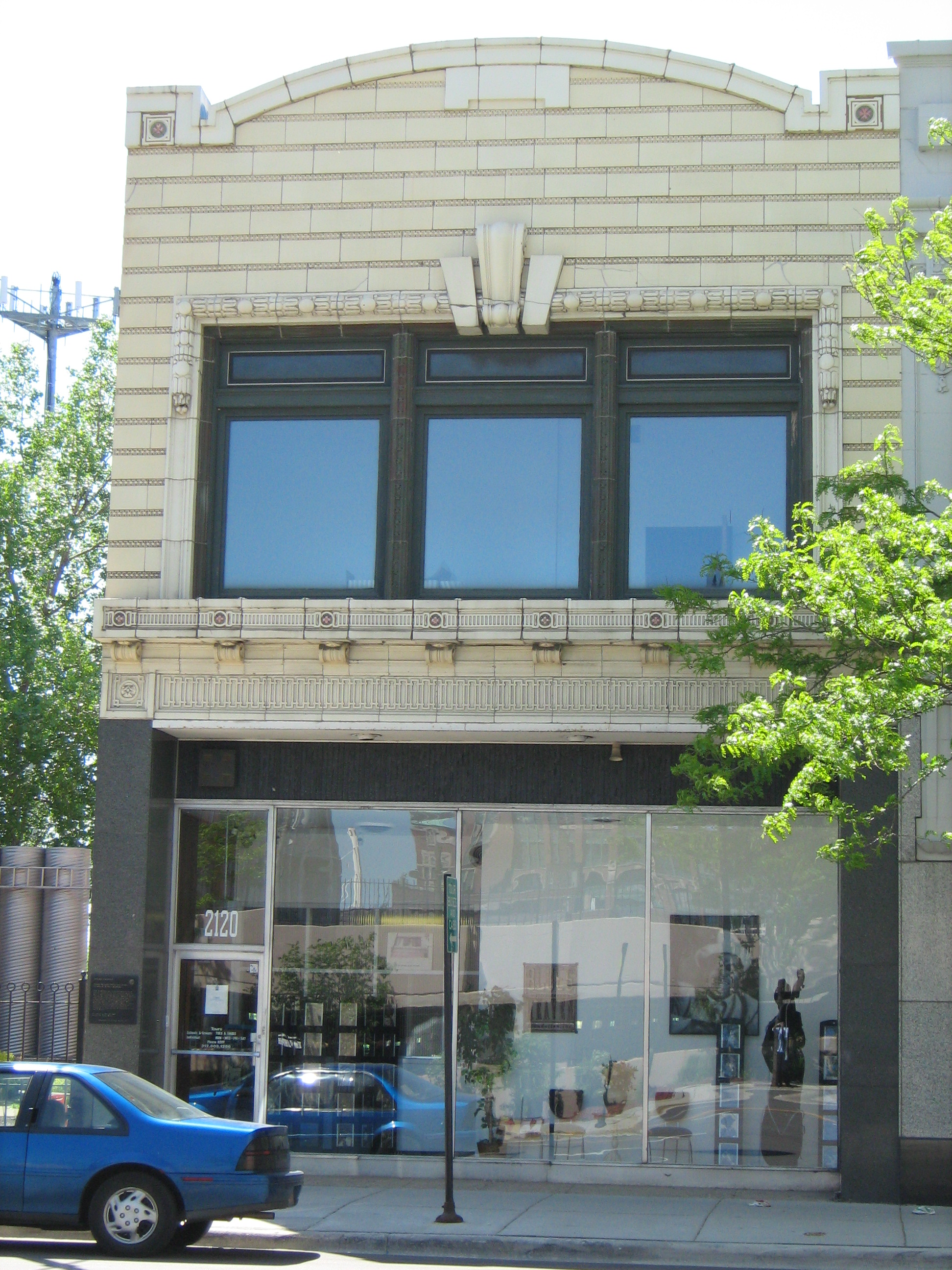
Les Rolling Stones ont enregistré des chansons dans les studios Chess, connu pour avoir enregistré de nombreux standards de rock & roll et de blues.

## Enregistrement
Pour la première fois chez un groupe britannique, des chansons y sont enregistrés aux États-Unis pour l'album. En effet les sessions sont calées en fonction des dates de concert du groupe en tournée en Amérique du Nord à ce moment-là. 
La première se déroule aux mythiques Studios Chess à Chicago le 10 et 11 juin 1964 où ont vu le jour de nombreux standards de rock and roll et de blues qui inspirent et sont repris par le groupe. Contents d'être dans le lieu où leurs idoles viennent graver leur chansons, les Stones enregistrent les chansons du EP Five By Five (sorti le 14 août 1964), ainsi que les chansons It's All Over Now (sortie en single)? Down the Road Apiece, I Can't Be Satisfied et la première version de Time Is on My Side (parue sur l'album américain 12 X 5), ainsi que Look What You've Done qui ne sort qu'aux États-Unis dix-huit mois plus tard sur l'album américain December's Children (And Everybody's) (elle reste longtemps inédite au Royaume-Uni) et d'autres qui ne seront pas publiées officiellement. Et le résultat sonore est à la hauteur de leurs attentes, et pour la première fois tous les instruments sont bien audibles, grâce aux réglages de l'ingénieur du son du studio Ron Malo. Mick Jagger confirme dans une interview en 1968 : "Andrew [Loog Oldham] ne connaissait rien au blues. Celui qui y est parvenu, c'est Ron Malo".
Puis le groupe organise deux sessions à Londres au Regent Sound Studios en fonction de la nouvelle tournée britannique, là où le premier album a été enregistré, le 2 septembre 1964 avec les chansons Under the Boardwalk, Little Red Rooster (paru en single), Off the Hook, et le 28-29 septembre 1964 avec You Can't Catch Me, Grown Up Wrong et Susie Q.
Lors du passage du groupe à San Monica pour le T.A.M.I. Show (en) fin octobre, le groupe sympathise avec Jack Nitzsche, l'arrangeur du producteur Phil Spector et auteur du mur du son wall of sound. Grâce à lui, les Stones se rendent au studio RCA à Hollywood le 2 novembre 1964 et travaillent avec l'un des meilleurs ingénieurs du son de RCA, David Hassinger. C'est le début d'une longue collaboration avec l'ingénieur, avec lequel désormais ils vont enregistrer la quasi-totalité des chansons jusqu'à août 1966 dans ce studio. Pour cette séance, le groupe enregistre une nouvelle version de Everybody Needs Somebody to Love, Down Home Girl et Pain in My Heart pour l'album, ainsi que Hitch Hike, Oh, Baby (We Got a Good Thing Going) et Heart of Stone pour l'album suivant, Out of Our Heads.
Enfin, le groupe retourne aux Studios Chess à Chicago le 8 novembre 1964 pour la nouvelle version de Time Is on My Side (qui est utilisée pour l'album) et What a Shame.
Toutes les chansons seront mixés seulement en mono. Toutefois, il existe certaines versions stéréo de quelques chansons disponibles principalement sur des disques pirates.

## Parution et réception
À sa sortie, l'album arrive en tête des ventes au Royaume-Uni et y reste pendant dix semaines discontinues et est l'un des quatre artistes à l'avoir atteint avec les Beatles, Bob Dylan et la musique du film La mélodie du bonheur. Il se vendra à un demi million d'exemplaires dans le monde, dont 400 000 rien qu'au Royaume-Uni.
Aux États-Unis, la plupart des autres chansons se retrouveront sur la version américaine renommée The Rolling Stones, Now! étant donné qu'il s'agit du troisième album du groupe là-bas. En effet, un autre album, 12 X 5, était sorti là-bas vers l'automne dernier, où l'on y retrouve le EP britannique Five by Five et des chansons issues de cette même session de juin chez Chess qui paraîtront quelques mois plus tard sur le second album britannique. Toutes les chansons issues de ces sessions présentes sur le second album britannique (dont la nouvelle version de Time Is on My Side) sont remplacées par de nouvelles : (I Need You) Mona, Little Red Rooster, Oh Baby (We've Got A Good Thing Goin'), Heart of Stone et Surprise, Surprise. On retrouve également sur la version américaine une version alternative plus courte de Everybody Needs Somebody to Love, qui provient d'une session chez Regent Sound à Londres en septembre 1964, car celle présente sur le disque britannique d'une durée de cinq minutes est considérée comme trop longue.
La version américaine reçoit la note de 5 étoiles par le magazine américain Rolling Stone (la meilleure note avant Aftermath en 1966) et se retrouve dans sa liste des 500 meilleurs albums de tous les temps au rang de 180e. De plus, elle est dans la liste de "Basic Record Library" sur les enregistrements des années 1950-1960 du critique Robert Christgau en 1981. The Rolling Stones, Now! fait partie de la liste des 1001 albums à écouter avant de mourir.
En France il est tout d'abord édité sous le nom The Rolling Stones No 3. En effet un autre album intitulé Around and Around étant sorti un peu plus tôt dans ce pays entre les deux albums et comportant des chansons de singles et des deux EP.

## Caractéristiques artistiques

### Analyse du contenu
Cet album marque une certaine évolution par rapport au premier témoignage discographique car il comporte trois compositions originales signées Jagger/Richards : What a Shame, Growing Up Wrong et Off the Hook et neuf reprises. Musicalement, cet album est la suite logique du précédent, dans la mesure où le groupe continue sa relecture du blues moderne tel Muddy Waters et Chuck Berry (les studios Chess ayant joué à cet égard tout leur rôle). Mais dans le même temps, le groupe explore de nouvelles voies musicales tel que la soul avec Everybody Needs Somebody to Love, Time Is on my Side ou encore Pain in my Heart. De plus, Mick Jagger confirme qu'il peut s'adapter à tous les styles musicaux, et les jeux des guitaristes Brian Jones et Keith Richards bien efficaces et complémentaires en véritables alchimistes du blues rock.

### Pochette
Le groupe fait appel à David Bailey, un ami intime de Mick Jagger, qui est connu pour avoir immortalisé dans Vogue des photos représentatives de la Swinging London, pour prendre le groupe en photo sur fond bleu, qui va en se noircissant de gauche à droite. Cette photo sera utilisée non seulement pour cet album, mais aussi sur l'album américain 12 X 5 plus tôt.
À l'instar du premier album du groupe, le dos de la pochette contient un texte du producteur Andrew Loog Oldham qui fait sa publicité. Cependant son texte suscite la polémique : il incite les acheteurs à taper sur la tête des aveugles pour leur piquer leur portefeuille s'ils étaient trop fauchés. En janvier 1965, la secrétaire d'une association d'entraide aux aveugles de Bournemouth porte plainte. L'affaire est débattue devant la Chambre des Lords deux mois plus tard. Le label Decca sentant les ennuis arriver supprime le texte incriminé des rééditions et mis des stickers sur les disques déjà commercialisés. Le Melody Maker du 6 février 1965 commente le texte : "Mr Oldham devrait se souvenir qu'il enregistre pour les Stones, pas son égo". Bill Wyman y ajoute : "En lisant les notes de Oldham sur la pochette du disque, vous réaliserez qu'il était sur une autre planète",.

## Liste des chansons

### Édition britannique
| 1. | Everybody Needs Somebody to Love | Solomon Burke/Bert Russell/Jerry Wexler | 5:03 |
| 2. | Down Home Girl                   | Jerry Leiber/Arthur Butler              | 4:11 |
| 3. | You Can't Catch Me               | Chuck Berry                             | 3:38 |
| 4. | Time Is on My Side               | Norman Meade                            | 2:58 |
| 5. | What a Shame                     | Jagger/Richards                         | 3:03 |
| 6. | Grown Up Wrong                   | Jagger/Richards                         | 1:50 |

| 7.  | Down the Road Apiece | Don Raye                                   | 2:55 |
| 8.  | Under the Boardwalk  | Arthur Resnick/Kenny Young                 | 2:46 |
| 9.  | I Can't Be Satisfied | McKinley Morganfield                       | 3:26 |
| 10. | Pain in My Heart     | Naomi Neville                              | 2:11 |
| 11. | Off the Hook         | Jagger/Richards                            | 2:33 |
| 12. | Susie Q              | Eleanor Broadwater/Stan Lewis/Dale Hawkins | 1:50 |

### Édition américaine:The Rolling Stones, Now!
L'édition américaine publiée par London Records avec une tracklist différente s'appelle The Rolling Stones, Now!. Cela est dû à la sortie aux États-Unis de l'album 12 X 5 quelques mois plus tôt entre les deux albums. Par conséquent, il était logique là-bas de ne pas le nommer The Rolling Stones, No. 2 étant donné qu'il s'agit du troisième album américain du groupe. De plus, sept chansons sont communes entre les deux versions, même si la version de Everybody Needs Somebody to Love présentée ici est une précédente version écoutée, car ce n'était pas encore habituel de publier des chansons de plus de cinq minutes. Les cinq chansons (dont quatre déjà parues dans l'album 12 X 5) sont remplacées par des nouvelles. Deux d'entre elles (Heart of Stone et Oh Baby) se retrouveront sur l'album suivant (Out of Our Heads) dans sa version britannique, tandis que Mona était sacrifiée de England's Newest Hit Makers (version américaine du premier album The Rolling Stones) au profit de Not Fade Away sortie seulement en single au Royaume-Uni, alors que Surprise, Surprise ne sortira dans ce pays qu'en 1971 en face B du single Street Fighting Man, qui sera le dernier du groupe avec le label Decca avant la fin du contrat. Étant donné que la pochette de l'album anglais est déjà utilisée sur 12 X 5, la version américaine en possède une nouvelle.
| 1.  | Everybody Needs Somebody to Love       | Solomon Burke/Bert Russell/Jerry Wexler | version alternative                | 2:58 |
| 2.  | Down Home Girl                         | Jerry Leiber/Arthur Butler              |                                    | 4:12 |
| 3.  | You Can't Catch Me                     | Chuck Berry                             |                                    | 3:39 |
| 4.  | Heart of Stone                         | Jagger/Richards                         | Out of Our Heads                   | 2:49 |
| 5.  | What a Shame                           | Mick Jagger/Keith Richards              |                                    | 3:05 |
| 6.  | I Need You Baby (Mona)                 | Ellas McDaniel                          | The Rolling Stones                 | 3:35 |
| 7.  | Down The Road Apiece                   | Don Raye                                |                                    | 2:55 |
| 8.  | Off the Hook                           | Mick Jagger/Keith Richards              |                                    | 2:34 |
| 9.  | Pain in My Heart                       | Naomi Neville                           |                                    | 2:12 |
| 10. | Oh Baby (We've Got A Good Thing Goin') | Barbara Lynn Ozen                       | Out of Our Heads                   | 2:08 |
| 11. | Little Red Rooster                     | Willie Dixon                            | Little Red Rooster (single)        | 3:05 |
| 12. | Surprise, Surprise                     | Mick Jagger/Keith Richards              | Street Fighting Man (single, 1971) | 2:31 |

## Personnel

### The Rolling Stones
- Mick Jagger : Chant, harmonica (2, 5, 6), tambourin (1, 4)
- Keith Richards : Guitare électrique, guitare acoustique (8), chœurs (1, 4, 6, 8, 11)
- Brian Jones : Guitare électrique sauf sur (8), percussions (8), chœurs
- Bill Wyman : Basse, chœurs sur (4)
- Charlie Watts : Batterie

### Musiciens additionnels
- Jack Nitzsche : Piano (2, 10)
- Ian Stewart : Piano (1, 5, 7), orgue (4)

### Équipe technique
- Andrew Loog Oldham : production
- Ron Malo : ingénieur du son aux Sudios Chess
- Bill Farley : ingénieur du son aux Regent Sound Studios
- Dave Hassinger : ingénieur du son au studio RCA Hollywood.

## Sources
- Les Rolling Stones, La Totale de Philippe Margotin et Jean-Michel Guesdon

- (en) Cet article est partiellement ou en totalité issu de l’article de Wikipédia en anglais intitulé « The Rolling Stones No. 2 » (voir la liste des auteurs).